# Adelospondylus
Adelospondylus is een geslacht van uitgestorven amfibieën, behorende tot de Adelospondyli.